# レソトの在外公館の一覧

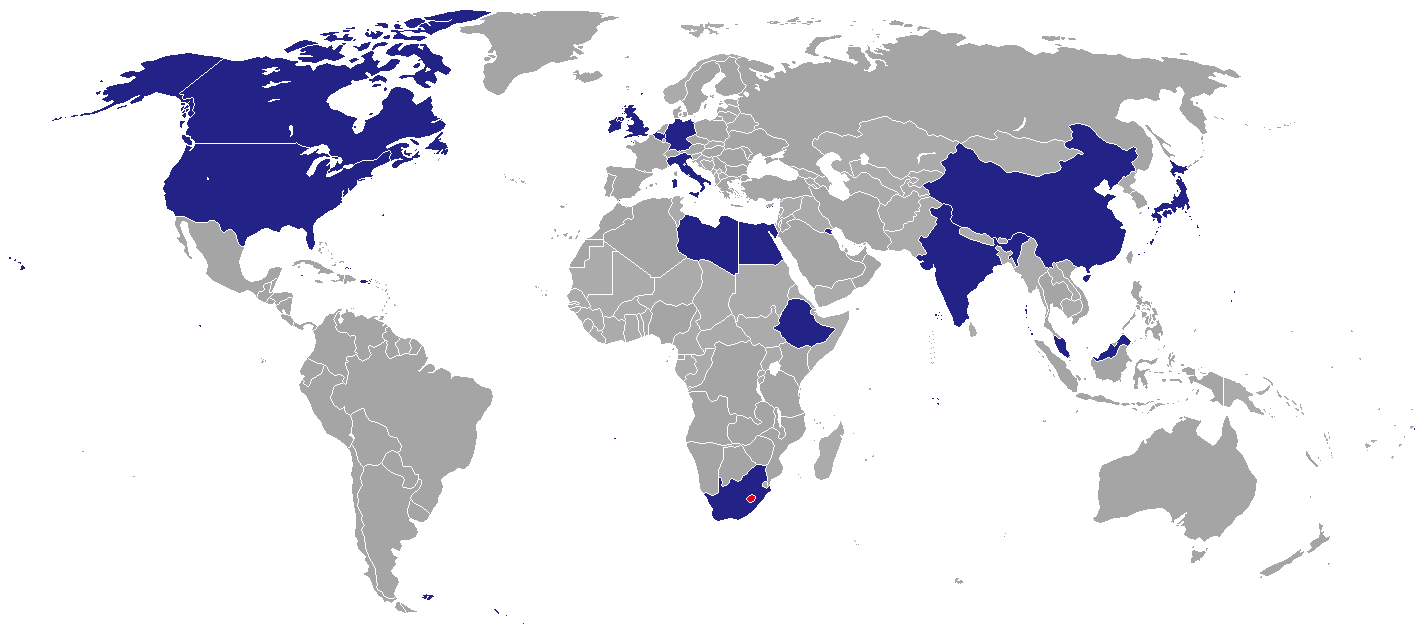
レソトの在外公館が設置されている国

レソトの在外公館の一覧では、レソト王国が派遣している在外公館（外交使節団）を挙げる。

## アジア
- インド

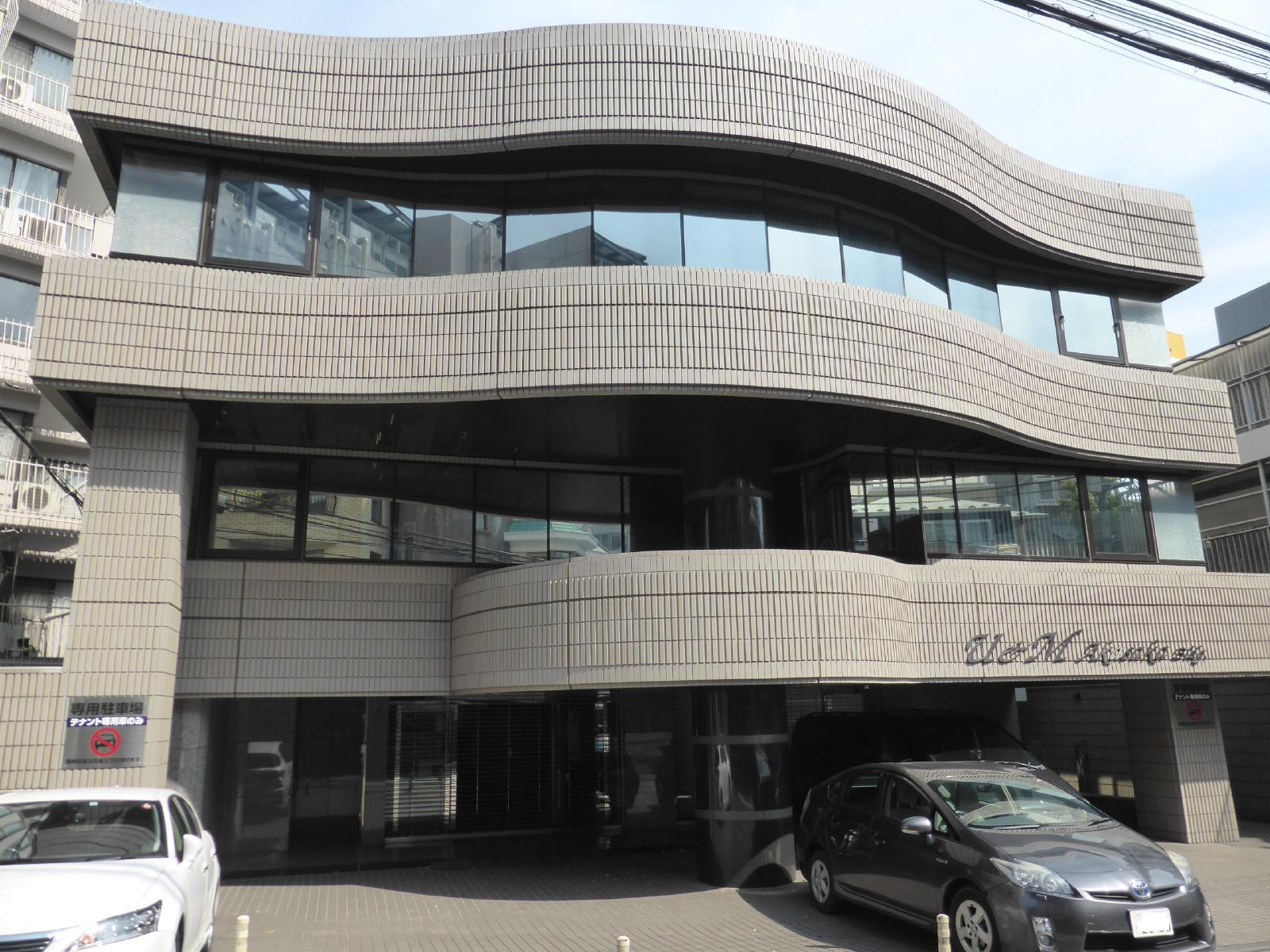
駐日大使館

  - 在インド高等弁務官事務所 (ニューデリー)
- 中国
  - 在中華人民共和国大使館 (北京)
- 日本
  - 駐日大使館 (東京)
- マレーシア
  - 在マレーシア高等弁務官事務所 (クアラルンプール)

## ヨーロッパ

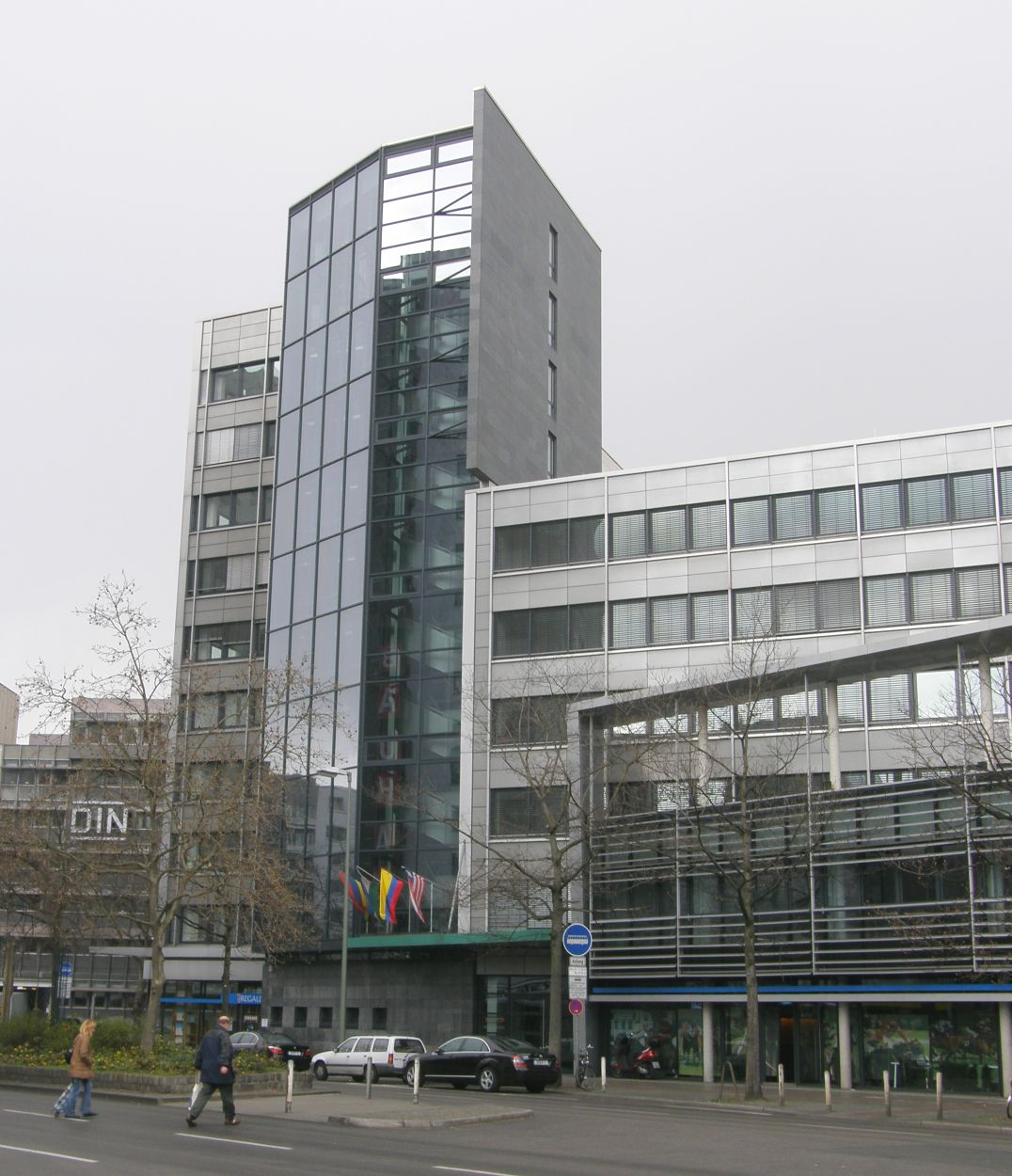
在ドイツ大使館

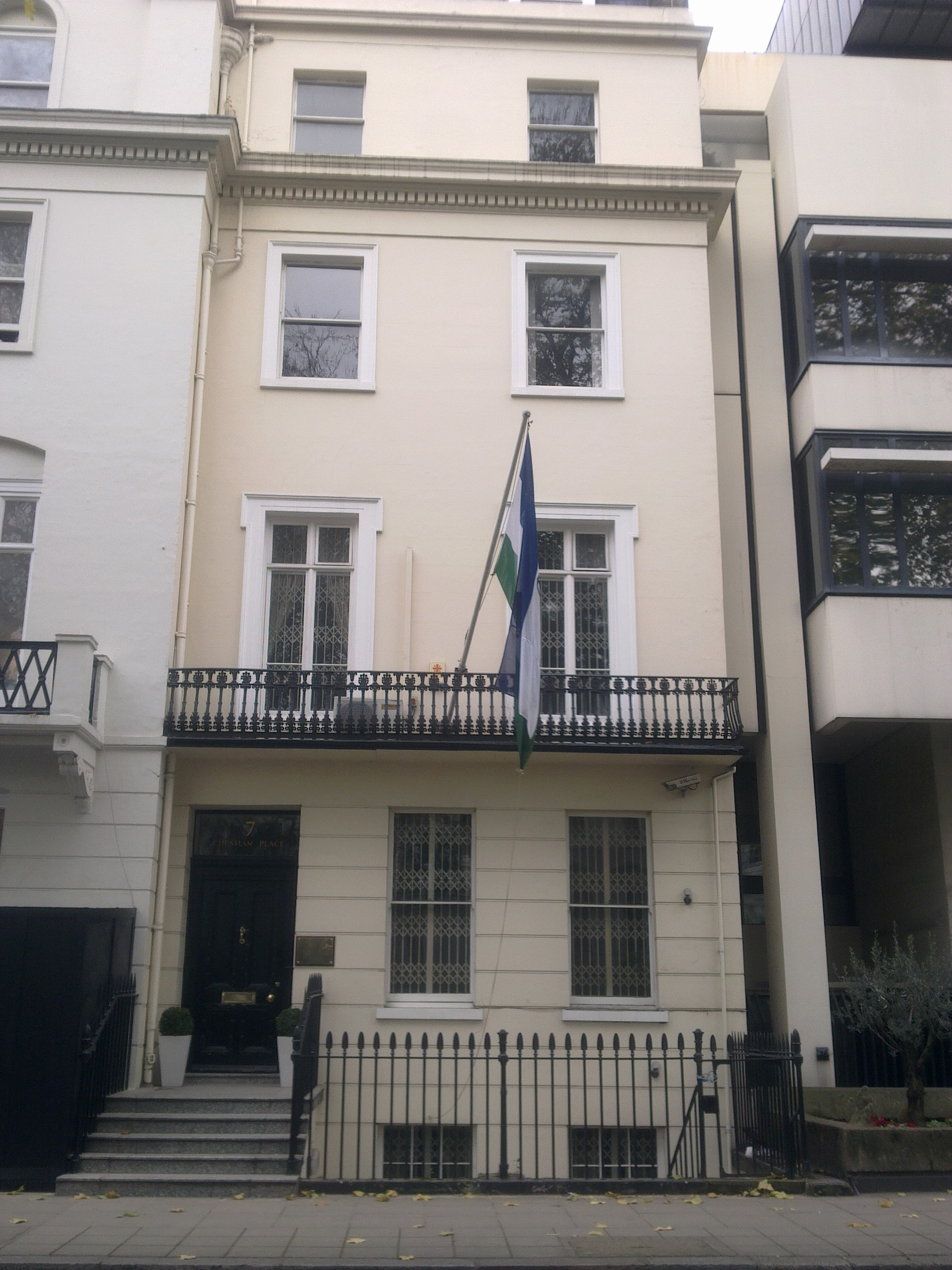
在英国高等弁務官事務所

- アイルランド
  - 在アイルランド大使館 (ダブリン)
- イギリス
  - 在英国高等弁務官事務所 (ロンドン)
- イタリア
  - 在イタリア大使館 (ローマ)
- ドイツ
  - 在ドイツ大使館 (ベルリン)
- ベルギー
  - 在ベルギー大使館 (ブリュッセル)

## 北米
- アメリカ合衆国

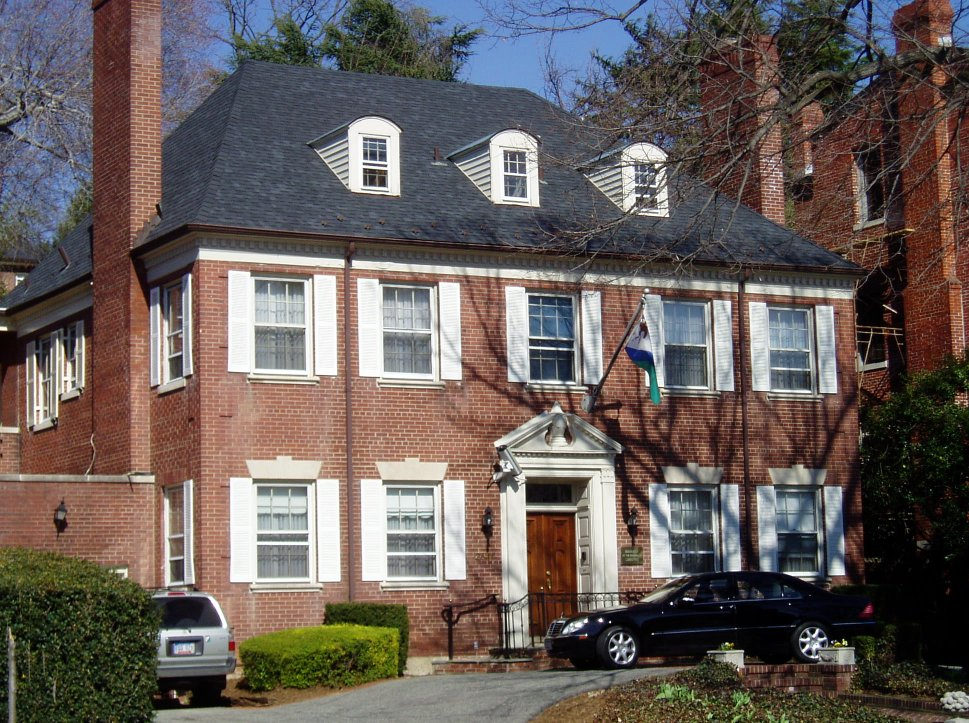
在アメリカ合衆国大使館

  - 在アメリカ合衆国大使館 (ワシントンD.C.)
- カナダ
  - 在カナダ高等弁務官事務所 (オタワ)

## アフリカ
- エジプト
  - 在エジプト大使館 (カイロ)
- エチオピア
  - 在エチオピア大使館 (アディスアベバ)
- 南アフリカ共和国
  - 在南アフリカ共和国高等弁務官事務所 (プレトリア)
  - 在ケープタウン総領事館 (ケープタウン)
  - 在ダーバン総領事館 (ダーバン)
  - 在クラークスドープ領事館 (クラークスドープ)
  - 在ウェルコム領事館 (ウェルコム)
- リビア
  - 在リビア大使館 (トリポリ)

## 国際機関代表部
- 国際連合代表部 (ニューヨーク)
- 欧州連合代表部 (ブリュッセル)